# Viva la Revolution (album de Dragon Ash)
 (février 2024).
Si vous disposez d'ouvrages ou d'articles de référence ou si vous connaissez des sites web de qualité traitant du thème abordé ici, merci de compléter l'article en donnant les références utiles à sa vérifiabilité et en les liant à la section « Notes et références ».
Albums de Dragon Ash
Buzz Songs
(1998) Lily of da Valley
(2001)
Singles
1. Let yourself go, Let myself go
Sortie : 3 mars 1999
2. Grateful Days
Sortie : 1er mai 1999

Viva la Revolution (ヴィヴァ・ラ・レヴォリューション) est le troisième album studio du groupe de fusion japonais Dragon Ash, sorti le 23 juillet 1999.
La pochette de l'album est inspirée du tableau d'Eugène Delacroix, La Liberté guidant le peuple (1830). Le titre de l'album est quant à lui inspiré de la phrase de Che Guevara, « Viva la Revolución ».

## Liste des titres
| No  | Titre                          | Durée |
| --- | ------------------------------ | ----- |
| 1.  | Intro                          | 0:52  |
| 2.  | Communication                  | 3:28  |
| 3.  | Rock the Beat                  | 3:26  |
| 4.  | Humanity (Album version)       | 2:58  |
| 5.  | Attention                      | 3:30  |
| 6.  | Let Yourself Go, Let Myself Go | 5:05  |
| 7.  | Dark Cherries                  | 4:01  |
| 8.  | Drugs Can't Kill Teens         | 4:34  |
| 9.  | Just I'll Say                  | 3:17  |
| 10. | Fool Around                    | 2:04  |
| 11. | Freedom of Expression          | 4:07  |
| 12. | Nouvelle Vague #2              | 2:35  |
| 13. | Viva la Revolution             | 5:00  |
| 14. | Grateful Days                  | 4:49  |
| 15. | Outro                          | 1:04  |
| 16. | Hot Cake (piste cachée)        | 4:01  |